# Mira Bjedov-Nikolić
Mira Bjedov-Nikolić (Mokro Polje, 7. rujna 1955.), hrvatska košarkašica, osvajačica brončane medalje na Olimpijskim igrama u Moskvi 1980. godine.
Sestra košarkaša Zadra Žarka Bjedova. Košarku igra od 1974. godine. Njome se počela baviti zahvaljujući treneru Marijanu Pasariću, kojeg je ističe kao velikog i najboljeg. Prvo je trenirala u košarkaškom klubu Industromontaža iz Zagreba (kasnije Monting), a stanovala je s kolegicom iz kluba Marijanom Bušljetom kod roditelja Ratka Rudića. S Montingom je osvojila Kupove Jugoslavije, Europski kup Liliane Ronchetti, prvenstva Jugoslavije, a suigračice su joj bile Marijana Bušljeta, Sanja Ožegović, Jasna Pepeunik, Jasna Lovrinčić, Nada Cvjetković, Marina Mučal i dr. Trenirali su ih Marijan Pasarić, poslije Miro Sobočan i zatim Većeslav Kavedžija. Igrala je na poziciji laganog centra. Brzo je zaigrala za reprezentaciju. Već 1975. igrala je na turnirima, a 1976. na EP u Francuskoj joj je za malo izmakla medalja i bile su 5., što nije bilo dovoljno za odlazak na OI u Montreal. S reprezentacijom Jugoslavije osvojila je 1978. srebro na EP u Poznanju. Nakon tog je zaigrala za reprezentaciju Europe, a od kolegica iz reprezentacije s njome je igrala Marija Veger. Osvojila je i broncu na OI u Moskvi, gdje ih je vodio trener Milan Vasojević. U reprezentaciji se izvrsno slagala sa Sonjom Pekić, Vukice Mitić, Bibom Majstorović, Marijom Veger, Zoricom Đurković, Verom Đurašković i Brankom Milatović. Godine 1985. otišla je u inozemstvo, čemu je opet bio zaslužan Marijan Pasarić te Matan Rimac koji je vodio Fribourg Olympic. U Švicarskoj je ostala i nakon završetka karijere. U Švicarskoj je igrala u lakšim uvjetima, izborila opstanak u ligi i osvojila kup. Trener joj je bio suprug Mićko Nikolić. Sin joj je također košarkaš, koji je osvojio sva švicarska odličja u juniorskim kategorijama, igrao sveučilišnu košarku u SAD i profesionalno seniorsku košarku u Njemačkoj.